# John Houlding
John Houlding là một doanh nhân người Anh, ông là cố thị trưởng thành phố Liverpool và là người sáng lập Câu lạc bộ bóng đá Liverpool.

## Tiểu sử
Houlding là một doanh nhân của thành phố Liverpool. Ông từng học Đại học Liverpool và bắt đầu hoạt động kinh doanh vào cuối thế kỉ 19, việc sở hữu một nhà máy bia làm ông luôn giàu có. Ông được bầu vào Hội đồng thành phố Liverpool với tư cách người đại diện cho phường Everton trước khi được bổ nhiệm làm thị trưởng vào năm 1897.
Trước cuộc bầu cử của mình, Houlding đã tham gia Hội bóng đá chuyên nghiệp của thành phố, Everton F.C.. Năm 1882, một phán quyết đã buộc Everton phải chơi bóng trên mảnh đất riêng, trước đó họ chơi trên công viên công cộng Stanley Park. Một cuộc họp được tổ chức tại khách sạn Sandon tại Anfield, Liverpool, thuộc sở hữu của Houlding, quyết định Everton thuê sân trống Priory Road. Khi chủ sở hữu sân yêu cầu họ ngừng sử dụng sân, Houlding đã đảm bảo một sân mới tại đường Anfield, bằng cách thuê của John Orrell - một người kinh doanh bia bằng một khoảng tiền nhỏ. Ngày 28 tháng 9 năm 1884, trận đầu tiên của Everton trên sân Anfield diễn ra với kết quả họ đánh bại Earlstown với tỷ số 5-0.
Tại sân Anfield khán đài được dựng lên, số người hiện diện có lúc đạt 8000 cho một trận đấu, và Everton trở thành một trong các thành viên sáng lập của Football League vào năm 1888. Tuy nhiên do một số bất đồng, Houlding bắt đầu làm phiền câu lạc bộ, ông dọa gia tăng lãi suất cho vay của mình để buộc đội bóng, các cầu thủ buộc phải ở khách sạn The Sandon của ông, cả trước và sau trận đấu.
Năm 1891, John Orrell đe dọa rút hợp đồng cho thuê mảnh đất tại đường Anfield. Houlding phản ứng lại bằng cách gợi ý ông sẽ thành lập một công ty trách nhiệm hữu hạn và mua lại khoảng đất. Orrell sẵn sàng bán, và Houlding cũng sở hữu đất liền kề với Anfield Road nên khả năng công ty của ông mua được là rất lớn.
Sau sự việc này nhiều thành viên của câu lạc bộ cáo buộc Houlding cố gắng tạo lợi nhuận trên chi phí của câu lạc bộ. 297 thành viên đội bóng đã tổ chức cuộc họp vào tháng 1 năm 1892 để thảo luận. Sau cuộc họp khác vào ngày 15 tháng 3 năm 1892, Everton rời sân Anfield và mua sân Goodison Park, ở phía bắc Stanley Park với giá £8,000.
Houlding và Orrell chỉ còn một sân bóng trống không và 3 cầu thủ, Houlding đã quyết định thành lập Liverpool F.C., câu lạc bộ thuộc hàng giàu thành tích nhất nước Anh chơi trận bóng đầu tiên vào ngày 1 tháng 9 năm 1892 trong một trận giao hữu với Rotherham Town, sau đó là giải Midland League.